# Harry Tate
Pour les articles homonymes, voir Tate.
Harry Francis Tate, est un joueur américain de soccer né le 31 juillet 1886 à Saint-Louis et mort le 27 octobre 1954 dans la même ville.

## Biographie
Avec l'équipe locale de Saint-Louis la St. Rose Parish, il participe au tournoi olympique de football de 1904 en tant qu'ailier gauche. L'équipe remporte la médaille de bronze à l'issue du tournoi. 
Il est commis durant toute sa vie à la Missouri-Kansas-Texas Railroad Company.